# علي الحيضاني
علي محمد أحمد الحيضاني (مواليد 7 يناير 1998، لاعب كرة قدم إماراتي يجيد اللعب كمدافع.

## مسيرة اللاعب
لعب مع نادي العين والعروبة ونادي دبا الحصن ونادي الذيد.

## روابط خارجية
- علي الحيضاني على موقع قاعدة بيانات كرة القدم.إي يو (الإنجليزية)
- علي الحيضاني على موقع Soccerway.com (الإنجليزية)